# أوبري سكريفن
أوبري سكريفن (بالإنجليزية: Aubrey Scriven)‏ (7 يوليو 1904 في المملكة المتحدة - 1988) هو لاعب كرة قدم بريطاني (وحمل سابقاً جنسية المملكة المتحدة لبريطانيا العظمى وأيرلندا) في مركز جناح ‏. لعب مع برادفورد سيتي وبرمنغهام سيتي ونادي بريستول سيتي ونادي ووستر سيتي وBrierley Hill Alliance F.C. ‏ ودنابي يونايتد.